# Церварикс
Церварикс — рекомбинантная адсорбированная вакцина против вируса папилломы человека, содержащая адъювант AS04. Представляет собой смесь вирусоподобных частиц рекомбинантных поверхностных белков ВПЧ типов 16 и 18, действие которых усилено с помощью адъювантной системы AS04.
L1 белки ВПЧ-16 и ВПЧ-18 получены с использованием рекомбинантных бакуловирусов ВПЧ-16 и ВПЧ-18 на культуре клеток Trichoplusia ni (Hi-5 Rix4446). AS04 состоит из алюминия гидроксида и 3-О-дезацил-4'-монофосфориллипида А (МФЛ).
В соответствии с эпидемиологическими данными в большинстве случаев рак шейки матки вызван онкогенными вирусами папилломы человека. ВПЧ-16 и ВПЧ-18 ответственны за возникновение более 70 % случаев рака шейки матки, а также примерно 50 % всех случаев развития цервикальных интраэпителиальных поражений по всему миру.

## Показания к применению препарата ЦЕРВАРИКС
— профилактика рака шейки матки у женщин от 10 до 25 лет;
— профилактика острых и хронических инфекций, вызываемых ВПЧ, клеточных нарушений, включающих развитие атипичных плоских клеток неясного значения (ASC-US), интраэпителиальных цервикальных неоплазий (CIN), предраковых поражений (CIN2+), вызываемых онкогенными вирусами папилломы человека (ВПЧ) у женщин от 10 до 25 лет.

## Схемы вакцинации
Рекомендуемая разовая доза для девочек старше 10 лет и женщин составляет 0.5 мл.
Первичный курс прививки состоит из 3 доз. Рекомендуемой схемой вакцинирования являются 0; 1; 6 мес. В случае необходимости внесения изменений в схему 2-я доза может быть введена между 1-м и 2,5 мес после введения 1-й дозы, а третья доза — между 5-м и 12-м месяцем после первой дозы.
Хотя необходимость введения бустерной дозы не установлена, после применения такой дозы отмечали анамнестический ответ.
Женщинам, которым была введена 1-я доза вакцины Церварикс, рекомендуется завершить курс вакцинации этой вакциной.
Применение вакцины лицам в возрасте младше 10 лет не рекомендуется в связи с недостаточностью данных по безопасности и иммуногенности вакцины в этой возрастной группе.
Вакцина Церварикс показана для внутримышечной инъекции в область дельтовидной мышцы.
Необходимость ревакцинации к настоящему времени не установлена.